# Emergency Power Unit
Eine Emergency Power Unit bzw. Notstromeinheit ist ein reines Notaggregat und unterscheidet sich so deutlich von einer APU (Auxiliary Power Unit) wie sie z. B. bei der Panavia Tornado eingesetzt wird.
Der Begriff wird im militärischen Bereich für das hydrazingetriebene Notaggregat des F-16-Kampfflugzeugs verwendet. Die einmotorige F-16 ist mit einer EPU ausgerüstet, die bei Triebwerksstörung für ungefähr 10 Minuten elektrische und hydraulische Energie für die Luftfahrzeugsteuerung liefert. Der Pilot gewinnt Zeit, das Triebwerk neu zu starten oder die Maschine kontrolliert zu Boden zu bringen. Hydrazin wird dabei katalytisch zersetzt und wirkt als Monotreibstoff.
Unter den Begriff fallen aber auch andere Notaggregate wie z. B. ausklappbare Ram-Air-Turbinen bei Passagierflugzeugen oder Notbatterien und Druckspeicher. Im Allgemeinen wird der Begriff jedoch nur für die EPU der F-16 verwendet.